# イグエーニャ
イグエーニャ（Igüeña）は、スペインスペイン・カスティーリャ・イ・レオン州レオン県のムニシピオ（基礎自治体）。エル・ビエルソ郡に含まれ、同郡の中心自治体である。

## 地理
自治体庁舎はイグエーニャ地区に置かれている。近年、川岸にはバルやホテルなどが建てられた。
自治体内で最も人口が多い地区はトレモール・デ・アリーバ地区である。同地区にはスポーツ施設が整備され、グアルディア・シビルの駐屯所、金融機関、薬局などがある。

### 人口
| イグエーニャの人口推移 1900－2010                       |
|                                                         |
| 出典:INE（スペイン国立統計局）1900年 - 1991年、1996年 - |

### 地区
イグエーニャは中心地区のイグエーニャ地区のほかに、9つの地区がある（うち2地区は廃村）。
- アルマガリーノス
- コリーナス・デル・カンポ・デ・マルティン・モーロ・トレダーノ
- エスピーナ・デ・トレモール
- イグエーニャ
- ロス・モンテス・デ・ラ・エルミータ（廃村）
- ポブラドゥーラ・デ・ラス・レゲーラス
- キンターナ・デ・フセーロス
- ロドリガートス・デ・ラス・レゲーラス
- トレモール・デ・アリーバ
- ウルディアーレス・デ・コリーナ（廃村）

## 政治
自治体首長はカスティーリャ・イ・レオン社会党（Partido Socialista de Castilla y León、PSCyL）のアントーニオ・アリデール・プレサ・イグレシアス（Antonio Alider Presa Iglesias）で、自治体評議員はカスティーリャ・イ・レオン社会党：6、カスティーリャ・イ・レオン国民党（Partido Popular de Castilla y León、PPCyL）：2、レオン住民連合：1となっている（2011年5月22日の自治体選挙結果、得票順）。
| 1999年6月13日自治体選挙 |        |        |          |
| 政党                    | 得票数 | 得票率 | 獲得議席 |
| PSOE                    | 850    | 66.30% | 8        |
| PP                      | 315    | 24.57% | 3        |
| UPL                     | 70     | 5.46%  | 0        |
| IU-CYL                  | 27     | 2.11%  | 0        |
| PB                      | 13     | 1.01%  | 0        |

| 2003年5月25日自治体選挙 |        |        |          |
| 政党                    | 得票数 | 得票率 | 獲得議席 |
| PSOE                    | 689    | 59.19% | 6        |
| PP                      | 279    | 23.97% | 2        |
| UPL                     | 163    | 14.00% | 1        |
| PB                      | 13     | 1.12%  | 0        |

| 2007年5月27日自治体選挙 |        |        |          |
| 政党                    | 得票数 | 得票率 | 獲得議席 |
| PSOE                    | 466    | 47.21% | 5        |
| MASUPL                  | 321    | 32.52% | 3        |
| PP                      | 178    | 18.03% | 1        |

| 2011年5月22日自治体選挙 |        |        |          |
| 政党                    | 得票数 | 得票率 | 獲得議席 |
| PSOE                    | 578    | 59.34% | 6        |
| PP                      | 229    | 23.51% | 2        |
| UPL                     | 114    | 11.70% | 1        |
| PB                      | 38     | 3.90%  | 0        |

### 司法行政
イグエーニャはポンフェラーダ司法管轄区に属す。

## 経済
20世紀初頭の石炭鉱山の発見までは、イグエーニャの経済は農業と牧畜業によって支えられてきた。炭鉱は60年代がピークで、人口の増加に大いに寄与したが、この後の石炭産業の衰退はイグエーニャの社会経済生活にとって打撃となり、多くの企業が撤退した。現在アルト・ビエルソ、ウミンサ（Uminsa）の2企業が操業している。